# Szabó Jilek Jenő
Szabó Jilek Jenő, névváltozata: Szabó-Jilek Jenő (Bánóc, 1896. május 22. – Budapest, 1983. március 9.) magyar jogász.

## Élete
Szabó Jilek Károly MÁV-főfelügyelő és Góth Ilona gyermekeként született. Középiskolai tanulmányait a Ciszterci Rend Egri Katolikus Főgimnáziumában végezte, ahol 1914-ben tett érettségi vizsgát. Ezt követően az Egri Érseki Jogakadémián jogi végzettséget szerzett. Az első világháborúban az egri császári és királyi 60. gyalogezredben teljesített katonai szolgálatot. Az 1920-as évek közepétől 1932-ig a Borpalota részvénytársaság egyik cégvezetője volt.
1926. október 14-én a Belvárosi plébániatemplomban vezette oltár elé Garancsy Mártát, Garancsy Mihály, a Fővárosi Közmunkák Tanácsa alelnökének és Radanovits Annának leányát. Fiuk Szabó-Jilek Iván (1939–2022) okleveles gépészmérnök, színházi technológus, szcenikus.
1931-ben kinevezték a Magyar Külkereskedelmi Hivatal (MKH) borkiviteli osztályának vezetőjévé. 1937 végén távozott hivatalából. 1938 márciusában megbízták az MKH minőségi ellenőrzés csoportjának vezetésével. 1939 januárjában az MKH aligazgatójává nevezték ki. Két évvel később igazgatóvá léptették elő. 1940 szeptemberében megbízták az MKH által Kolozsvárott felállított Közélelmezési és Közellátási Kirendeltség vezetésével. 1942-ben miniszteri tanácsossá nevezték ki a Közellátási Minisztériumban. A nyilas korszakban megfosztották állásától.
A második világháborút követően visszahelyezték korábbi beosztásába, majd országos kenyérellátási, 1947–1948-ban országos burgonyaellátási miniszteri biztosként működött. 1950–1951-ben az Országos Tervhivatalban elkészítette a borgazdálkodás tervét. 1951 és 1957 között a MÁV Utasellátó Vállalatnál tervcsoportvezetőként dolgozott. 1957-ben az élelmezésügyi minisztertől megbízatást kapott az általa is javasolt, 1958-ban rendezendő I. Budapesti Nemzetközi Borverseny és az ehhez kapcsolódó Nemzetközi Borkiállítás rendezésére.
1961 januárjától nyugdíjasként 22 évet a Szőlészeti és Borászati Kutató Intézetnél dolgozott, ahol az intézet múltjával foglalkozott, és a bormúzeumot szervezte.
Cikkei a Borgazdaság, a Kertészet és Szőlészet és a Kertgazdaság hasábjain jelentek meg.
A Farkasréti temetőben helyezték végső nyugalomra.

## Művei
- A borkrízis és szőlőfogyasztásunk. Mezőgazdasági Közlöny, 1931
- Nagy hírű boraink. A tokaji borok életútja. Budapest, 1977

## Díjai, elismerései
- A Magyar Köztársasági Érdemrend kiskeresztje (1947)